# Sequins 1 (EP de Róisín Murphy)
Sequins 1 es el título del primer Extended play de la cantante de electrónica irlandesa Róisín Murphy.

## Información del álbum
Sequins 1 es un lanzamiento exclusivo relacionado con el álbum Ruby Blue. En 2004, cuando Róisín se internó a grabar en los estudios de Echo Records, tras presentar el trabajo a la discográfica, el personal de Echo no vio el potencial de sencillo en ninguna grabación, así que se debió hacer modificaciones al trabajo.
Cuando Róisín conoció a Simon Henwood, él consideró que Róisín le inspiró a pintar. Róisín decidió contratarle para realizar la caja de arte de su primer álbum. Pronto, estaba fascinada con las pinturas que hizo Henwood. Este habría hecho pinturas de Róisín en posiciones abstractas, usando formas de jersey con lentejuelas, lo que habría inspirado el nombre de los EP. Luego, cuando la discográfica decidió sacar los EP de la trilogía, se decidió que sería un lanzamiento limitado, y se promocionó en una exposición de arte en El Hospital en Victoria, Londres.

## Pistas del EP
Todas las canciones escritas y producidas por Róisin Murphy y Matthew Herbert.
| #  | Título                     | Duración |
| -- | -------------------------- | -------- |
| 1. | Ruby blue                  | - 2:48   |
| 2. | Off on it                  | - 5:23   |
| 3. | Night of the dancing flame | - 3:26   |
| 4. | Through time               | - 5:58   |

- Datos: Q7452534